# Manteca
Manteca je město ve Spojených státech amerických. Nachází se v okrese San Joaquin County ve státě Kalifornie v kalifornském Centrálním údolí. Ve městě žije  obyvatel a jeho rozloha činí . Je 86. nejlidnatějším městem v Kalifornii. Leží 122 kilometrů východně od San Francisca a 29 kilometrů severozápadně od Modesta. Největším zaměstnavatelem ve městě je společnost Amazon.com.

## Doprava
Městem prochází silnice Interstate 205.

## Rodáci
- Scott Speed (* 1983) – americký automobilový závodník